# Bzaná
Bzaná je přírodní rezervace v oblasti Poloniny.
Nachází se v katastrálním území obce Kolbasov v okrese Snina v Prešovském kraji. Území bylo vyhlášeno či novelizováno v roce 1993 na rozloze 15,46 ha. Ochranné pásmo nebylo stanoveno.